# Residencial Integração (Uberlândia)
Residencial Integração (conhecido também por Loteamento Integração ou somente Integração) é um grande bairro periférico da Zona Leste de Uberlândia, e está localizado à 10 km do centro da cidade.
Residencial Integração é o conjunto formado pelos bairros extintos: Dom Almir, Joana D'Arc, São Francisco, Jardim Prosperidade, Celebridade e Jardim Sucupira.
Sua principal via é a Avenida Solidariedade, que é o centro comercial da área.

## Saúde
A região é atendida pelas UBSF's Dom Almir e Joana D'Arc, além da UAI Morumbi, no bairro vizinho.

## Educação
O bairro Residencial Integração conta com a Escola Municipal Doutor Joel Cupertino Rodrigues e a EMEI Dom Almir. Atualmente está sendo construída uma nova EMEI no Jardim Sucupira.

## Sistema prisional
O Residencial Integração abriga o Presídio Professor Jacy de Assis e o CSEUB - Centro Socioeducativo de Uberlândia.

## Transporte público
O Integração é atendido pelas linhas A230, I266, I267, A630 e A631 que partem dos dois terminais da Zona Leste, o Novo Mundo e o Umuarama em direção ao bairro, e vice-versa; e posteriormente, as linhas T610 e E610, partem do Novo Mundo para o Terminal Central. Já do Terminal Umuarama, até o Centro, os ônibus são das linhas T120, T121, T122 e A109, este último sai do T. Umuarama, passando pelo bairro Marta Helena, na Zona Norte, com destino final o centro da cidade (Terminal Central).